# NGC 3644
NGC 3644 (również IC 684, PGC 34814 lub UGC 6373) – galaktyka spiralna (Sa), znajdująca się w gwiazdozbiorze Lwa. Odkrył ją Albert Marth 22 marca 1865 roku.
W galaktyce tej zaobserwowano supernową SN 1996V.